# Malaysia Open/Dameneinzel
Folgend die Sieger und Finalisten der Malaysia Open im Badminton im Dameneinzel.
| Jahr      | Sieger                   | Finalist          | Ergebnis            |
| --------- | ------------------------ | ----------------- | ------------------- |
| 1937      | Alice Pennefather        | Lee Chee Neo      | 6-11, 11-4, 11-8    |
| 1938      | Moey Chwee Lan           |                   |                     |
| 1939      | Cecilia Chan             | Lee Chee Neo      | 12-11, 11-4         |
| 1940      | Cecilia Chan             | Lee Chee Neo      | 11-0, 11-1          |
| 1941      | Lee Cheo Neo             | Ong Eok Eam       | 11-2, 11-2          |
| 1942 1946 | nicht ausgetragen        | nicht ausgetragen | nicht ausgetragen   |
| 1947      | Cecilia Samuel           | Alice Pennefather | 11-3, 11-0          |
| 1948      | Helen Heng               | Amy Choong        | 11-7, 11-4          |
| 1949      | Helen Heng               | Cecilia Samuel    | 11-8, 11-7          |
| 1950      | Cecilia Samuel           | Helen Heng        |                     |
| 1951      | Cecilia Samuel           | Helen Heng        | 11-3, 11-12, 11-8   |
| 1952      | Cecilia Samuel           | Helen Heng        | 11-9, 9-12, 12-9    |
| 1953      | Cecilia Samuel           |                   |                     |
| 1954      | Cecilia Samuel           | Tan Eng Looi      | 11-4, 11-0          |
| 1955      | Cecilia Samuel           | Tan Eng Looi      | 11-0, 11-4          |
| 1956      | Yang Weng Ching          | Tan Gaik Bee      | 4-11, 12-10, 11-6   |
| 1957      | Tan Gaik Bee             |                   |                     |
| 1958      | Pachara Pattabongse      |                   |                     |
| 1959      | Pachara Pattabongse      | Tan Gaik Bee      | 11-4, 11-0          |
| 1960      | Minarni                  |                   |                     |
| 1961      | Tan Gaik Bee             | Jean Moey         | 11-5, 12-9          |
| 1962      | Tan Gaik Bee             | Jean Moey         | 11-1, 11-2          |
| 1963      | Tan Gaik Bee             | Annie Keong       | 11-2, 11-3          |
| 1964      | Sylvia Tan               |                   |                     |
| 1965      | Rosalind Singha Ang      |                   |                     |
| 1966      | Minarni                  | Retno Koestijah   | 11-5, 8-11, 11-1    |
| 1967      | Minarni                  | Retno Koestijah   | 11-4, 11-7          |
| 1968      | Hiroe Yuki               | Eva Twedberg      | 11-1, 11-6          |
| 1969 1982 | nicht ausgetragen        | nicht ausgetragen | nicht ausgetragen   |
| 1983      | Pan Zhenli               | Qian Ping         |                     |
| 1984      | Li Lingwei               | Wu Jianqiu        | 6-11, 11-8, 11-8    |
| 1985      | Gillian Gowers           | Helen Troke       | kampflos            |
| 1986      | Shi Wen                  | Wu Jianqiu        | 7-11, 12-10, 11-9   |
| 1987      | Li Lingwei               | Han Aiping        | 11-3, 2-11, 12-9    |
| 1988      | Han Aiping               | Li Lingwei        | 11-7, 11-3          |
| 1989      | Han Aiping               | Luo Yun           | 6-11, 11-6, 11-7    |
| 1990      | Huang Hua                | Lee Jung-mi       | 11-3, 7-11, 11-1    |
| 1991      | Sarwendah Kusumawardhani | Tang Jiuhong      | 12-11, 11-1         |
| 1992      | Huang Hua                | Yuni Kartika      | 11-3, 7-11, 11-7    |
| 1993      | Susi Susanti             | Lim Xiaoqing      | 11-6, 11-2          |
| 1994      | Susi Susanti             | Ye Zhaoying       | 11-3, 11-8          |
| 1995      | Susi Susanti             | Bang Soo-hyun     | 11-1, 11-6          |
| 1996      | Zhang Ning               | Wang Chen         | 11-7, 11-8          |
| 1997      | Susi Susanti             | Ye Zhaoying       | 11-5, 11-7          |
| 1998      | Zhang Ning               | Dai Yun           | 11-1, 11-3          |
| 1999      | Dai Yun                  | Gong Ruina        | 11-6, 11-3          |
| 2000      | Gong Zhichao             | Dai Yun           | 11-6, 11-9          |
| 2001      | Gong Ruina               | Zhou Mi           | 7-3, 7-2, 7-4       |
| 2002      | Hu Ting                  | Camilla Martin    | 11-8, 11-6          |
| 2003      | Zhou Mi                  | Camilla Martin    | 11-1, 7-11, 11-5    |
| 2004      | Zhang Ning               | Zhou Mi           | 9-11, 11-7, 11-8    |
| 2005      | Zhang Ning               | Zhu Lin           | 11-6, 11-2          |
| 2006      | Zhang Ning               | Tracey Hallam     | 21-12, 21-13        |
| 2007      | Zhu Lin                  | Wong Mew Choo     | 21-15, 21-12        |
| 2008      | Tine Rasmussen           | Zhu Lin           | 18-21, 21-19, 21-18 |
| 2009      | Tine Rasmussen           | Zhou Mi           | 21–16, 21–18        |
| 2010      | Wang Xin                 | Bae Yeon-ju       | 19-21, 21–17, 21–6  |
| 2011      | Wang Shixian             | Wang Yihan        | 21–18, 21–14        |
| 2012      | Wang Yihan               | Wang Xin          | 21–19, 21–11        |
| 2013      | Tai Tzu-ying             | Yao Xue           | 21–17, 21–14        |
| 2014      | Li Xuerui                | Wang Shixian      | 21-16, 21-17        |
| 2015      | Carolina Marín           | Li Xuerui         | 19-21, 21-19, 21-17 |
| 2016      | Ratchanok Intanon        | Tai Tzu-ying      | 21–14, 21–15        |
| 2017      | Tai Tzu-ying             | Carolina Marín    | 23-25, 22–20, 21–13 |
| 2018      | Tai Tzu-ying             | He Bingjiao       | 22–20, 21–11        |
| 2019      | Tai Tzu-ying             | Akane Yamaguchi   | 21–16, 21–19        |
| 2020 2021 | nicht ausgetragen        | nicht ausgetragen | nicht ausgetragen   |
| 2022      | Ratchanok Intanon        | Chen Yufei        | 21–15, 13–21, 21–16 |
| 2023      | Akane Yamaguchi          | An Se-young       | 12-21, 21-19, 21-11 |
| 2024      | An Se-young              | Tai Tzu-ying      | 10-21, 21-10, 21-18 |
| 2025      | An Se-young              | Wang Zhiyi        | 21-17, 21-7         |